# Servicios de Información Local
El Servicio de Información Local (SIL), es un servicio bibliotecario destinado a coadyuvar en la resolución de las necesidades de información más cotidianas de las personas, que son solucionadas a partir de materiales informativos que han sido desarrollados de forma local para ser usados por las personas que ahí habitan (información local). Esta información permite a las personas tomar decisiones en ámbitos públicos como privados, de manera individual así como de manera colectiva.

## Historia
Con el fin de la II Guerra Mundial y el nacimiento de instituciones de cooperación internacional como la ONU y UNESCO, comenzó un momento álgido en la historia de las bibliotecas.
Fue precisamente la UNESCO la que dio un empuje a la "democratización" de las bibliotecas, pues fue esta organización la que se propuso: reforzar los vínculos de los países y las sociedades a partir del acceso a educación de calidad para todos los niños y niñas en el mundo; el progreso y cooperación científica entre los países; preservación y difusión de la diversidad cultural; entre otros objetivos.
Para hacer frente a la segunda mitad del siglo XX y a las necesidades de información de sus coetáneos, las bibliotecas (especialmente las públicas) desarrollaron nuevos servicios y actividades, de manera que tuvieran más presencia y relevancia en la vida de las personas. Es así como nacen los primeros Servicios de Información a la Comunidad o Servicios de Información Local (SIL), no se conoce una fecha exacta de la aparición de estos servicios, pero fue en la década de los setenta, donde hacen su aparición de forma más sistemática en las Bibliotecas Públicas de Europa específicamente en Inglaterra.

## Actores Involucrados.
Para la creación de este servicio, la biblioteca debe vincularse con los actores creadores y proveedores de la información requerida por la comunidad:
- Entidades federales, estatales, municipales; dependencias de gobierno, servicios públicos, partidos políticos, etc.
- Organizaciones privadas.
- Organizaciones civiles.
- Individuos miembros de la comunidad.

## Algunos servicios de información local
- La información que emana desde los gobiernos locales a su comunidad, como lo señala Francisco Javier García, 2000, donde dice que “un servicio de información local, puede considerarse como un servicio bibliotecario más integrado en el tejido social del municipio, el cual reúne toda la información que, a través de los distintos frentes administrativos, políticos sociales, económicos, comerciales, culturales, etc., ofrece el municipio, los estructura con el propósito de que puedan ser fácilmente consultados y los difunde garantizando la igualdad de posibilidades de los ciudadanos a la hora de acceder a la información de y sobre el municipio”[cita requerida].
- Información sobre la entidad. información general sobre el entorno geográfico, flora, fauna, clima, etc.
- Información sobre economía local. Principal actividad económica en la comunidad, libros sobre el desarrollo de esa actividad ya sea industrial o rural, etc.
- Información sobre historia y cultura local. Fecha en que se fundó, fiestas patronales, etc.
- Información producida por los propios habitantes de la comunidad. Pueden ser publicaciones periódicas de la localidad, libros de autores nacidos en la localidad, etc.
- Información local en línea: las bibliotecas pueden además, con su servicio de información local, promover y propiciar que se cree nuevo contenido local y que este se preserve y se difunda.[2]
  - Información gubernamental en línea: permite ofrecer acceso a servicios e información gubernamental vía Internet.[2]

	Al momento de implementar un servicio de este tipo es de vital importancia tener claro las características de la comunidad y estudiar las necesidades de información más inmediatas de esta.

## Implementación de un Servicio de Información Local.
Cuando se decide crear un servicio de información local en una biblioteca, es importante planificar cada paso, así como establecer los objetivos y funciones que se pretenden desarrollar..
	Si bien no existe un manual universal para la creación de este tipo de servicio, algunos autores han diseñado algunas pautas que sirven de guía para este propósito.
	Toda biblioteca que desee poner en funcionamiento este tipo de servicio debe:
1. Realizar es un estudio de las necesidades de información de su comunidad, esto se puede realizar a través de la aplicación de una encuesta, con el objetivo de recopilar la mayor información posible.
2. Identificar qué temáticas de información son las más solicitadas por la comunidad y quienes son los productores de información pública de la comunidad.
3. Adquirir y ordenar los recursos de información.
4. Diseñar la plataforma desde la cual se podrá acceder a este servicio.

	# 	Considerar los aspectos técnicos y económicos, de forma que se puedan ofrecer: servicios en línea, un área de información local dentro de la biblioteca, entre otros (según los recursos de cada biblioteca).

## Funciones de un Servicio de Información Local.
Un Servicio de Información local debe cumplir con las siguientes características:
- Proporcionar información a toda la comunidad, sin discriminación de forma imparcial.
- Hacer frente a las necesidades de personas y grupos en desventaja.
- Ser sensible a las necesidades de los usuarios.
- Promover el conocimiento, el uso y el goce de las colecciones.
- Ofrecer un servicio organizado.
- Contar con un archivo completo de los servicios y entidades de la comunidad.
- Garantizar el desarrollo y mantenimiento de los contenidos del servicio.
- El personal debe ser experto en la colección, almacenamiento y recuperación de la información.
- Ser público y sin fines de lucro.